# Katrineholms SK
Katrineholms SK (kurz: KSK) ist ein schwedischer Sportverein aus der Stadt Katrineholm. Der Verein hat heute vier Sportabteilungen, jeweils eine für Bandy, Bowling, Fußball und Leichtathletik.
Der Verein wurde am 1. Mai 1919 gegründet. 

## Katrineholms SK Bandy
Im Bereich Bandy gehört der Verein zu den klassischen Vereinen dieser Sportart in Schweden. So war der Verein vor allem in den 1970er Jahren sehr erfolgreich. In diesem Jahrzehnt konnte die Herrenmannschaft dreimal schwedischer Meister (und einmal Zweiter) und die Damenmannschaft konnte zweimal nationaler Meister werden (fünfmal Zweiter).
Heute (Saison 2006/07) spielt die A-Herrenmannschaft im Bandy in der zweiten schwedischen Liga.(Division 1)

## Katrineholms SK Fußball
Die Fußballabteilung war in seiner Geschichte weniger erfolgreich. Jedoch konnte sich der Verein bisher schon dreimal für die zweite schwedische Fußballliga qualifizieren. Aktuell (Saison 2006) spielt die Herrenmannschaft in der fünften Liga (Division 3 Östra Svealand).

## Erfolge

### Bandy
Herren
- schwedischer Meister: 1969, 1970, 1972

Frauen
- schwedischer Meister: 1974, 1975

### Fußball
- Drei Spielzeiten in der zweiten schwedischen Fußballliga (heute: Superettan)